# Museo Whitney de Arte Estadounidense
El Museo Whitney de Arte Estadounidense es un museo especializado en el arte estadounidense del siglo XX. Ubicado en el número 99 de Gansevoort Street en Nueva York, el museo posee una colección permanente de más de 18 000 obras. El museo presta especial atención a la exhibición del trabajo de artistas vivos, así como a conservar una vasta colección permanente con obras de primera mitad del siglo. Las exhibiciones anuales y bienales del museo llevan tiempo siendo un escaparate para artistas jóvenes y poco conocidos.

## Historia
Gertrude Vanderbilt Whitney, la fundadora del museo y quien le dio su nombre, era una escultora de gran reputación y una importante coleccionista de arte. Como mecenas, consiguió un notable éxito como la creadora del "Whitney Studio Club", una galería de exposiciones abierta en 1918 basada en Nueva York. La galería tenía como objetivo promocionar el trabajo de artistas de vanguardia, así como de artistas estadounidenses cuyo talento no había sido reconocido aún. Con la ayuda de su asistente, Juliana Force, Whitney llegó a coleccionar cerca de 700 obras de arte estadounidense que, en 1929, ofreció como donación al Metropolitan Museum of Art. El Metropolitan no aceptó el regalo. Este gesto, junto con el aparente favoritismo que existía por el modernismo europeo y por el recién inaugurado museo MoMA, llevó a Whitney en 1931 a abrir su propio museo. Juliana Force pasó a ser la primera directora del museo Whitney y, bajo la supervisión de Gertrude, el museo se centró en la exhibición de obras de artistas estadounidenses de arte moderno y contemporáneo.
La hija de Gertrude Whitney, Flora Payne Whitney, fue miembro del consejo de administración del museo y, más tarde, vicepresidenta del mismo. De 1942 a 1974, Flora fue la presidenta del museo. Posteriormente, ostentó el cargo de presidenta honorífica hasta su muerte en 1986. Su hija, Flora Miller Biddle, fue la presidenta del museo hasta 1985. En 1999, fue publicado su libro "The Whitney Women and the Museum They Made" (en español, Las Mujeres Whitney y el Museo que Ellas Crearon) por la editorial Arcade Publishing (ISBN 978-1-55970-594-3).
Tras dos cambios de ubicación, en 1966 el Whitney se asentó en la Avenida Madison con la Calle 75 del Upper East Side de Manhattan. El 945 Madison Avenue fue proyectado y realizado entre 1963 y 1966 por Marcel Breuer y Hamilton P. Smith en un estilo particularmente moderno. Al edificio se le distingue entre los edificios colindantes por su fachada de granito escalonada y sus ventanales exteriores hacia afuera.
El Whitney construyó un edificio nuevo en el centro de Nueva York, diseñado por el arquitecto italiano Renzo Piano. Fue inaugurado el 1.º de mayo de 2015.

## Colección
La colección permanente del museo recoge más de 18 000 obras de distintos artistas de renombre. Entre los artistas expuestos destacan Edward Hopper (que legó muchas de sus obras al Whitney Museum), Alexander Calder, Robert Henri, Andy Warhol, Bruce Nauman, Jasper Johns, John Sloan, Albert Pinkham Ryder, Maurice Prendergast, Knox Martin, Keith Haring, Jackson Pollock, Arshile Gorky, Franz Kline, Willem de Kooning, Josef Albers, Kenneth Noland, Helen Frankenthaler, Donald Baechler, Robert Motherwell, Richard Diebenkorn, Dan Christensen, Cindy Sherman, Thomas Hart Benton, Louise Nevelson, Lee Krasner, Grace Hartigan, Mark Rothko, Arthur Dove, Kenneth Price, Eva Hesse, Ronnie Landfield, Barnett Newman, Louise Bourgeois, Greg Colson, John Marin, Hans Hofmann, Ronald Davis, Marsden Hartley, Stuart Davis, Morgan Russell, Man Ray, William Eggleston, Robert Rauschenberg y Charles Burchfield, entre otros muchos.

## Galería

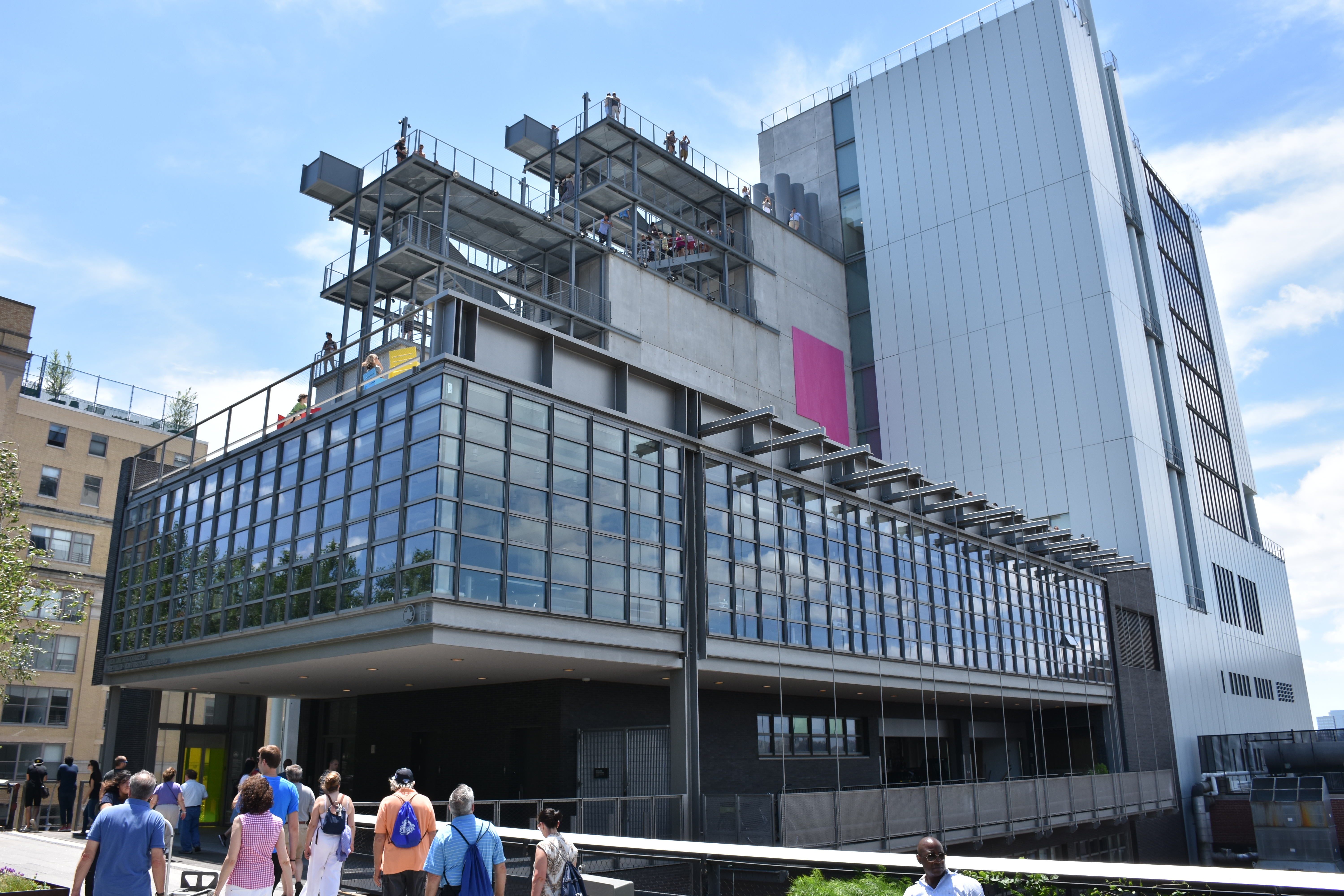
Construcción de la nueva sede en 2015
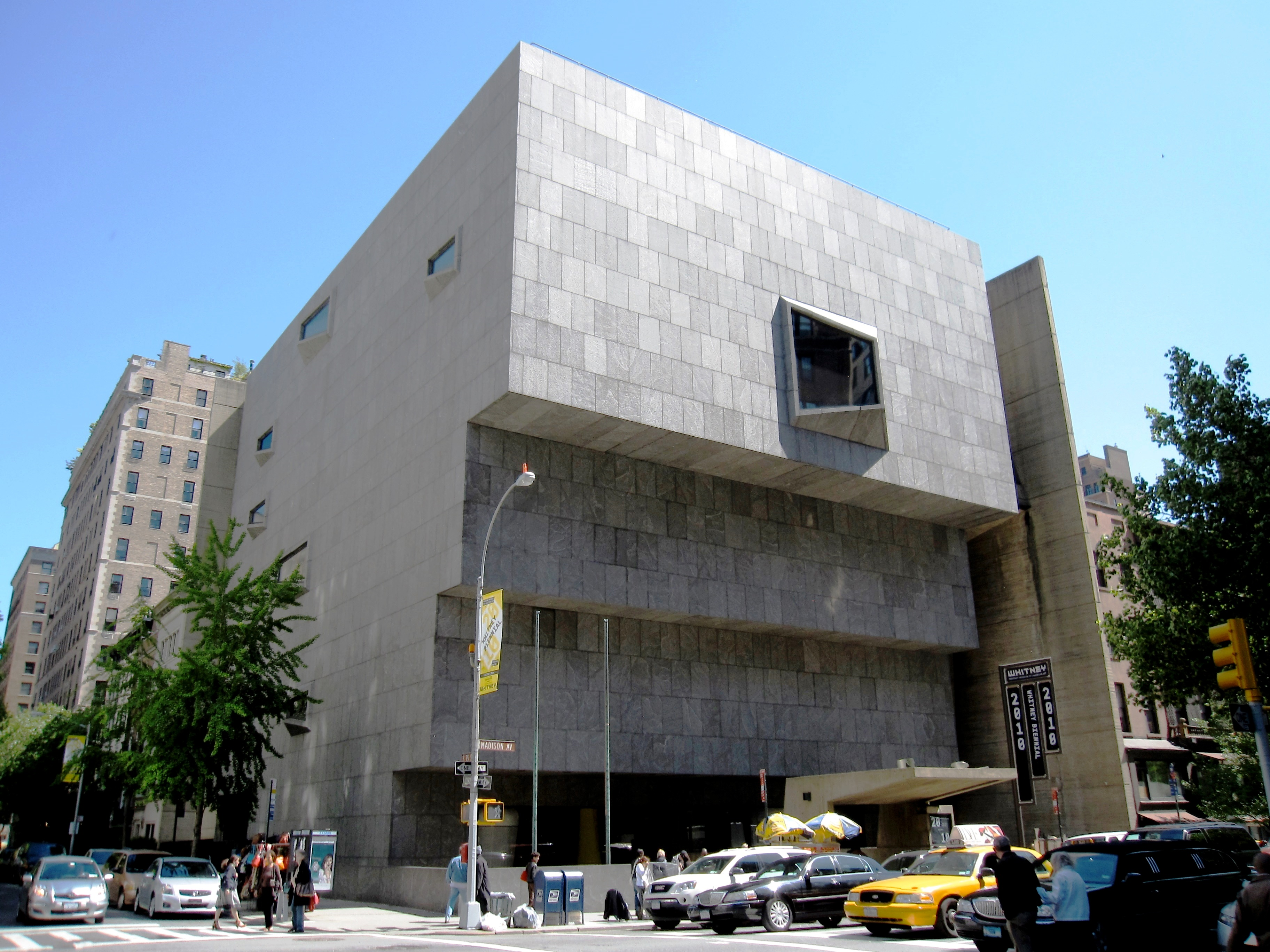
El 945 Madison Avenue, la antigua sede